# Câmara Municipal de Almeida

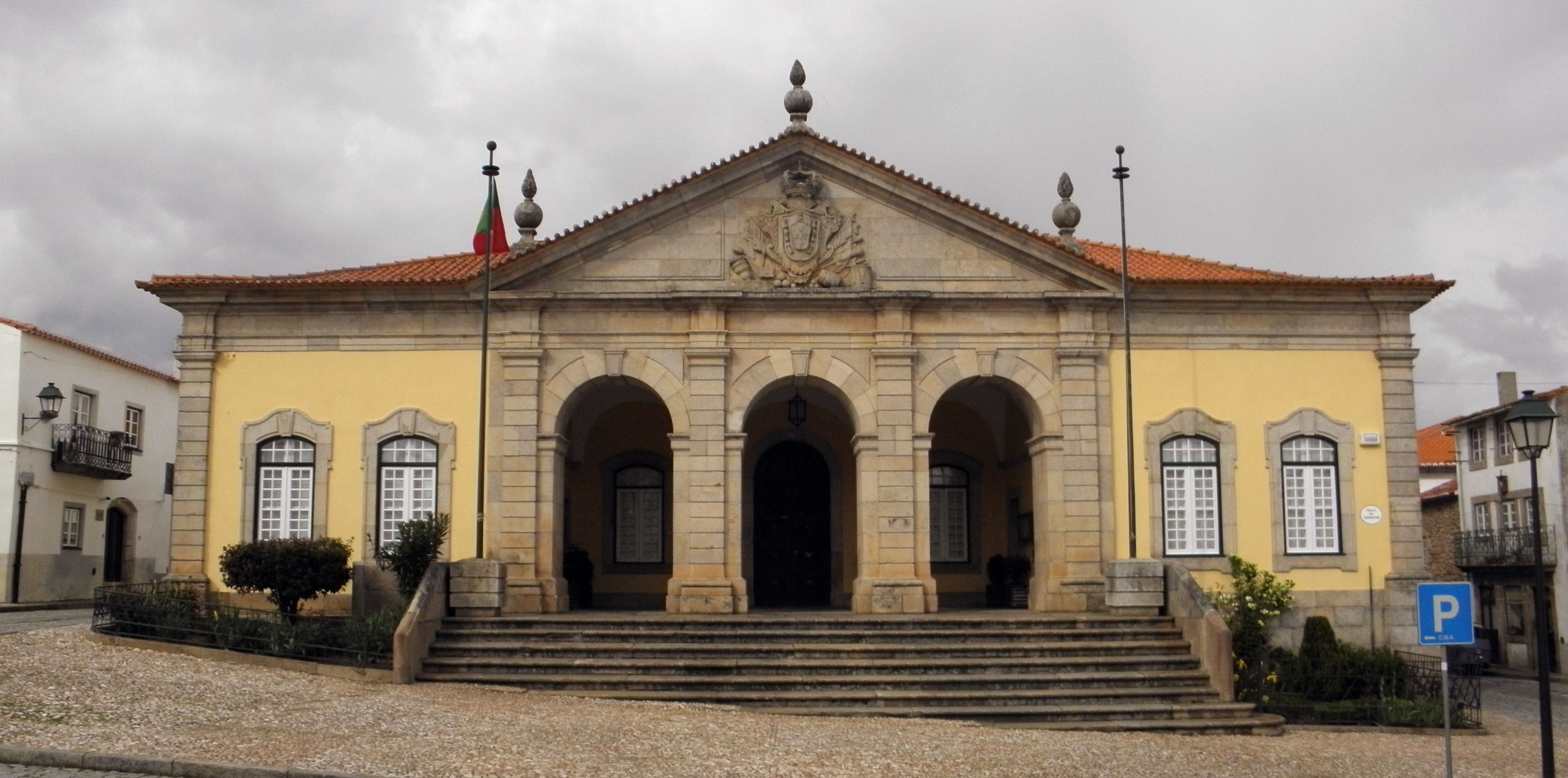
Câmara Municipal de Almeida

A Câmara Municipal de Almeida é o edifício sede do município de Almeida e onde funciona o executivo municipal. Este edifício municipal situa-se na Praça da Liberdade, em Almeida.
Trata-se de um edifício com construção no século XVIII e que se destinou inicialmente ao Corpo da Guarda Principal em Almeida. No século XX o edifício foi objecto de reconstrução e adaptação a paços do concelho.
Em termos de classificação arquitectónica, a Câmara Municipal de Almeida está incluída na Zona Especial de Proteção das Muralhas da Praça de Almeida.